# Ленинградский завод оптического стекла

Ленинградский завод оптического стекла (1914—1970) — историческое предприятие оптического стекловарения, основанное в одном из цехов Императорского фарфорового завода в Петрограде. На предприятии проводилось опытное оптическое стекловарение «английским способом», проведение опытов было организовано Главным артиллерийским управлением. С 1923 года включён в оборонную промышленность с наименование Ленинградский завод оптического стекла (ЛенЗОС) и находился под управлением главного управления военной промышленности (Главвоенпром). В 1970 году прекратил существование в связи с реорганизацией в филиал Государственного оптического института имени С. И. Вавилова (ГОИ), получив наименование Филиал № 1 ГОИ. В настоящее время правопреемником Ленинградского завода оптического стекла является Научно-исследовательский и технологический институт оптического материаловедения (НИТИОМ).

## История

### Императорский фарфоровый завод
С августа 1914 года по просьбе ГАУ на Императорском фарфоровом заводе проходили эксперименты по варке оптического стекла. Опыты начались под руководством Н. Н. Качалова. С частной английской компанией «Ченс Братья и Компания» удалось договориться о передаче патента на оптическое стекловарение, в том числе чертежей и приёмов стекловарения. С целью подробного ознакомления с технологическим процессом производства, Качалов Николай Николаевич, Гребенщиков Илья Васильевич, другие инженеры, печники и стекловары для передачи опыта на месте выезжают в Англию . В 1916 году были получены первые положительные результаты: из своего стекла была изготовлена призма, испытанная Артиллерийским управлением и получившая его одобрение. Вскоре в мастерской Обуховского завода был собран первый бинокль на основе отечественного оптического стекла.

### Ленинградский завод оптического стекла
В 1923 году цех оптического стекловарения на Петроградском фарфоровом завода был выделен в Петроградский завод оптического стекла. В 1925 году завод получил номер 912 и наименование «Ленинградский завод оптического стекла» (ЛенЗОС). Уже в 1926 г. был освоен выпуск 17 марок оптического стекла. К 1936 г. в стране силами ЛенЗОСа и Изюмского завода оптического стекла (ИЗОС) выпускалось уже 70 марок бесцветного стекла, а к 1940 г. был освоен выпуск цветного оптического стекла, каталог которого насчитывал 71 марку.
В годы Великой Отечественной войны значительная часть технологического оборудования завода вместе со специалистами была вывезена в Пензенскую область на завод «Красный гигант», выпускавший художественное стекло и сортовую посуду.
В 1944 году началось восстановление ЛенЗОСа, а спустя 2 года группа работников предприятия была командирована в Германию для ознакомления с опытом производства оптического стекла на заводе Шотта.

### Первый филиал ГОИ
В послевоенные годы постепенно расширялась номенклатура выпускаемых на заводе стекол, начаты работы по оптическим кристаллам. В 1969 году, в связи с ростом объёмов работ и численности сотрудников, материаловедческие лаборатории ГОИ были преобразованы в 1-й филиал ГОИ, директором которого был назначен Г. Т. Петровский. Одновременно он стал и директором ЛенЗОСа. А через год ЛенЗОС был включен в состав 1-го филиала ГОИ на правах опытного производства.
20 сентября 1990 года в соответствии с приказом № 363 Министра оборонной промышленности СССР создаётся Всесоюзный научный центр Государственный оптический институт им. С. И. Вавилова, при этом 1-й филиал ГОИ преобразуется в Научно-исследовательский и технологический институт оптического материаловедения (НИТИОМ). 20 июня 1991 года состоялась передача права хозяйственного ведения федеральной собственности от ВНЦ ГОИ им. С.И. Вавилова к НИТИОМ ВНЦ ГОИ им. С.И.Вавилова.